# Багирова, Басти Масим кызы
Басти́ Маси́м кызы́ Баги́рова (азерб. Bəsti Məsim qızı Bağırova; 10 апреля 1906, Елизаветпольская губерния — 27 февраля 1962, Азербайджанская ССР) — советский азербайджанский хлопковод, председатель колхоза имени Ворошилова Касум-Исмаиловского района, дважды Герой Социалистического Труда (1947, 1950).

## Биография
Родилась 10 апреля 1906 года в селе Абдуллабейкюрд Елизаветпольского уезда Елизаветпольской губернии (ныне село Бахчакюрд в Геранбойском районе Азербайджана).
Окончила 5 курсов Азербайджанского сельскохозяйственного института и Бакинскую партийную школу.
Начала трудовую деятельность в 1930 году рядовым колхозником в сельскохозяйственной артели имени Ворошилова (позже колхоз имени Ворошилова, «Бахчакюрд», имени Багировой) Касум-Исмаиловского района, с 1936 года звеньевая этого же колхоза. В 1952—1953 годах инструктор Гянджинского обкома КП Азербайджана. С 1953 года — председатель колхоза «Бахчакюрд».
Стала одним из первых стахановцев Азербайджанской ССР. Вместе с Кудратом Самедовым она первой положила начало сбору хлопка двумя руками и добилась значительного роста производительности труда. 4 октября 1936 года сообщила о рекорде сбора хлопка — 463 кг, превышение против обычных показателей в 10 раз. В 1937 году добилась урожайности хлопка в 142,9 центнера с гектара. Рост урожайности был связан с вносом на посевные 400 килограмм азотных удобрений. Тем самым Багирова достигла мирового рекорда. Ежегодно её звено собирало высокие урожаи хлопка: в 1946 году — 105 центнеров с гектара на площади 5 гектаров, в 1947 году — 111,2 центнера с гектара на площади 5 гектаров, в 1948 году — 90,7 центнера на площади 6,5 гектаров, в 1949 году — 100 центнеров/6 гектар, а в 1950 году — 150 центнеров с гектара посевов.
Багирова призвала колхозников Азербайджана организовывать звенья высоких урожаев хлопка, в результате чего в республике было организовано 5500 таких звеньев. Опыт выдающегося хлопковода был повсеместно использован в различных хозяйствах, примеру Багировой последовали такие хлопководы, как Шамама Гасанова и Гызгайыт Гасанова. Её опыт был взят на вооружение и в странах социалистического лагеря: в Албании активно использовался опыт Багировой в выращивании сельскохозяйственной продукции, а в Болгарии были открыты «школы Басти Багировой».
Указом Президиума Верховного Совета СССР от 19 марта 1947 года за высокие урожаи хлопка в 1946 году Багировой Басти Масим кызы присвоено звание Героя Социалистического Труда с вручением ордена Ленина и золотой медали «Серп и Молот».
Указом Президиума Верховного Совета СССР от 17 июня 1950 года за успехи в развитии сельского хозяйства Багировой Басти Масим кызы присвоено второе звание Героя Социалистического Труда с вручением второго ордена Ленина и второй золотой медали «Серп и Молот».
Член ВКП(б)/КПСС с 1937 года. Делегат XX съезда КПСС и XXIII, XXIV, XXV съездов КП Азербайджана. Член ЦК КП Азербайджана. Депутат Верховного Совета СССР 1—3-го созывов и Азербайджанской ССР 4—5-го созывов. Член Президиума Верховного Совета Азербайджанской ССР 5-го созыва.
Скончалась 27 февраля 1962 года в селе Бахчакюрд Касум-Исмаиловского района Азербайджанской ССР. Похоронена на Первой Аллее Почётного захоронения.

## Память
В честь Багировой названы:
- колхоз в Касум-Исмаиловском районе (1962)
- улица в Баку (1962)
- судно (1949; утилизировано в 1972)[16]

В селе Бахчакюрд установлен бюст хлопковода. Багировой посвящена поэма Самеда Вургуна «Басти». Стахановке посвящён документальный фильм «Стахановцы хлопка» (1935).
В 1972 году учреждён приз имени дважды Героя Социалистического Труда Басти Багировой.

## Награды
- 2 медали «Серп и Молот»:
  - 19.03.1947 — за высокие урожаи хлопка.
  - 17.06.1950 — за успехи в развитии сельского хозяйства.
- 3 ордена Ленина (19.03.1947, 10.03.1948, 17.06.1950).
- Орден Трудового Красного Знамени (27.01.1936).
- Медаль «За трудовую доблесть» (07.03.1960).
- Большая золотая медаль ВСХВ СССР (20.02.1940) — за сбор в 1937 году урожая американского хлопка 142,9 центнера с гектара.

## Галерея

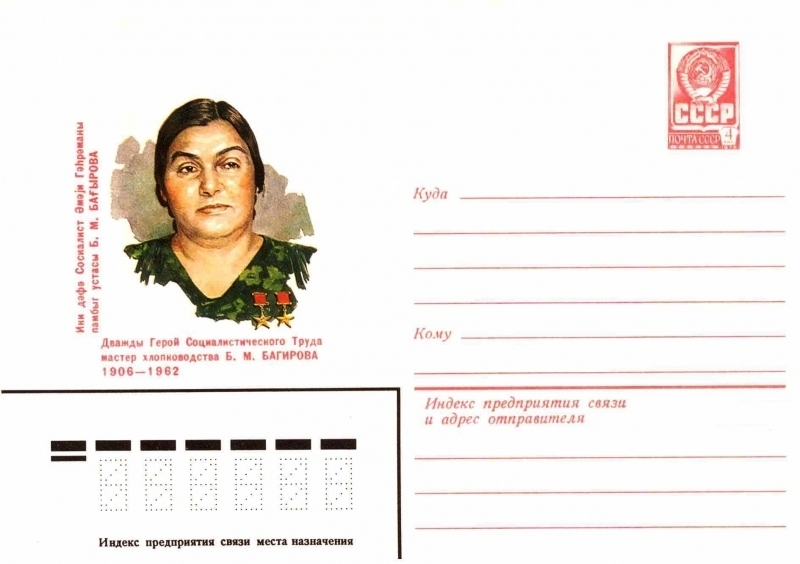
Конверт с портретом Багировой
Могила Басти Багировой на Аллее почётного захоронения в Баку

### Книги
- Бағырова Бәсти Мәсим гызы // Азәрбајҹан Совет Енсиклопедијасы (азерб.) / Ч. Б. Гулијев. — Бакы: Азәрбајҹан Совет Енсиклопедијасы, 1976. — Т. I ҹилд: А — Балзак.
- Багирова Басти Масим кызы // Большая советская энциклопедия / А. М. Прохоров. — М.: Советская Энциклопедия, 1970. — Т. II том: Ангола — Барзас.
- Фёдорова А. Роль социалистического труда в коммунистическом воспитании трудящихся масс. — М.: Государственное издательство политической литературы, 1951.
- Хохлов В. Люди советской деревни. — М.: Колос, 1970.
- Кондрашев А. Орошаемое земледелие. — М.: Сельхозгиз, 1948.
- Счастье творческих побед. — М.: Государственное издательство политической литературы, 1979.
- Труды сектора экономики. — Баку: Издательство АН АзССР, 1956.
- Шахбазов М. 15 лет Азербайджанской Социалистической Советской Республики. 1920-1935. — Баку: Дворец книги, 1935.
- Багирова Басти Масим кызы // Ежегодник Большой Советской Энциклопедии. 1963. Выпуск седьмой / Л. С. Шаумян. — М.: Советская Энциклопедия, 1963.

### Статьи
- Копалин И. В свободной Албании // Огонёк : журнал. — 1952. — 6 января (№ 2).
- // Звезда Востока. — 1979.
- // Дружба народов. — 1982.
- // Закупки сельскохозяйственных продуктов. — 1973.